# The Dark Side of the Moon
The Dark Side of the Moon osmi je studijski album engleske progresivne rock skupine Pink Floyd, izdan u ožujku 1973. godine. Riječ je o konceptualnom albumu, baziranom na idejama koje je sastav već otkrivao na svojim koncertnim nastupima i ranijim pjesmama, ali mu nedostaje instrumentalnih dijelova koje su bile karakterističke za njih, zbog odlaska Syda Barretta. Teme kojima se album bavi su sukobi, pohlepa, prolazak vremena i psihičke bolesti, na što je i djelomično utjecalo Barrettovo psihičko zdravlje.
Album se razvio kao dio nadolazeće turneje, i izveden je uživo nekoliko mjeseci prije nego što je snimanje u studiju započelo. Novi je materijal dodatno obrađen za vrijeme turneje, i snimljen je u dva navrata 1972. i 1973. godine u Abbey Road studiju u Londonu. Grupa je koristila neke od najmodernijih tehnika u to doba, uključujući i viševrpčano snimanje i vrpčane petlje kao i sintisajzere.
The Dark Side of the Moon postao je popularan odmah po izdavanju, i zadržao se na ljestvicama 741 tjedan, od 1973. do 1988., duže nego bilo koji drugi album u povijesti. S 45 milijuna prodanih primjeraka, postao je najprodavaniji album grupe i jedan od najprodavanijih u svijetu. S albuma su poznata i dva singla, "Money" i "Time". Osim komercijalnog uspjeha, The Dark Side of the Moon smatra se jednim od najboljih rock albuma svih vremena, a kritičari ga slave kao jedan od najboljih albuma grupe.

## Pozadina
Nakon izdavanja Meddle-a 1971. godine, grupa se skupila za nadolazeću turneju u Britaniji, Japanu i SAD-u. Na sastanku u Camdenu, basist Roger Waters predložio je da novi album bude dio turneje. Watersova ideja je bila da se album bavi stvarima koje ljude čine ludima i ludilom koje je obuzelo bivšeg člana sastava Syda Barretta, zbog pretjerane uporabe droga U nedavnom intervjuu za Rolling Stone, gitarist David Gilmour je rekao: "...Mislim da smo svi mislili, a Roger je svakako mislio da je dosta naših tekstova previše indirektno. Svakako je postojao osjećaj da će riječi ovdje biti jasne i precizne".
Sva četiri člana su se okvirno dogovorila da je Watersova ideja za album sjedinjen u jednoj temi dobra. Waters, Gilmour, Mason i Richard Wright sudjelovali su u pisanju i produkciji materijala a Waters je stvorio ranu demosnimku u svom domu, u malom studiju koji je napravio u kolibi u vrtu. Dijelovi novog albuma došli su iz prijašnjih neiskorištenih materijala za soundtrack The Body,  a osnovna struktura "Us and Them" preuzeta je iz djela prvotno napisanog za film Zabriskie Point. Također su kupili novu opremu, koja je uključivala zvučnike, kao i ostale uređaje za miksanje glazbe te uređaj za svjetlosnu podršku koncertu. Oprema od 9 tona zahtijevala je i 3 kamiona za transport, a to je bio prvi put da sastav izvodi cijeli album uživo, što im je omogućilo da ga dodatno obrade i poprave "u hodu". Albumu je dano privremeno ime "The Dark Side of the Moon" (kao aluzija na ludilo). Ipak, nakon saznanja da je to ime već iskoristio drugi sastav, Medicine Head, privremeno je promijenjeno u Eclipse. Novi je materijal prvotno prikazan u The Dome-u u Brightonu, 20. siječnja 1972., a nakon financijskoj neupjeha albuma Medicine Head-a, vraćen mu je originalni naziv.
The Dark Side of the Moon: A Piece for Assorted Lunatics kako je tada bilo poznato, izvedeno je u prisustvu novinara 17. veljače 1972. - više od godinu prije izdavanja, u Rainbow Theatre-u i kritičari su ga pohvalili. Nadolazeću turneju i javnost je hvalila. Novi je materijal izveden uživo, u istom redoslijedu u kojem je snimljen, ali bilo je razlika između live verzija i studijskih snimanja, npr. odsustvo sintesajzera u pjesama kao što su "On the Run", a biblijski citati su kasnije zamijenjeni vokalima u "Great Gig in the Sky" .
Dugotrajna turneja po Europi i Americi omogućila im je da konstantno unapređuju izvedbu. Studijska su snimanja bila planirana između koncerata.

## Koncept
Album je izgrađen na iskustvima i eksperimentima koje je sastav isprobao na svojim ranijim nastupima i pjesmama, ali nedostaje mu dugih instrumentalnih dijelova koji su, po mišljenju kritičara Davida Frickea postali karakteristični za sastav nakon što ih je napustio Barrett. Gitarist David Gilmour, Barrettova zamjena, kasnije se osvrnuo na te instrumentalne dijelove kao "psihodelične i glupave stvari". Album zahvaća lirske teme sukoba, pohlepe, prolaska vremena, smrti i ludila. Također, album je poznat i po filozofskim tekstovima.
Svaka strana albuma je povezano glazbeno djelo. Po pet pjesama na svakoj strani odražavaju različite faze ljudskog života, počevši i završivši s kucanjem srca, istražuju prirodu ljudskog iskustva, i (prema Watersu) empatiju. "Speak to Me" i "Breathe" zajedno naglašavaju obične i trivijalne dijelove života koje prate vječno prisutnu prijetnju od ludila i važnost življenja vlastitog života - "don't be afraid to care" (nemoj se bojati brinuti). "On the Run" izražava stres i nervozu modernog putovanja i pogotovo Wrightov strah od letenja. "Time" se bavi problematikom vremena i načina na koje ono kontrolira život i upozorava kako je cijeli život brzo gotov. Prvi dio albuma završava s "The Great Gig in the Sky" kao metaforom za smrt.
Drugi dio započinje zvukom blagajne i kovanica, u pjesmi "Money", koja se izruguje pohlepi i konzumerizmu. Inače, pjesma Money je komercijalno najuspješnija, s nekoliko cover-verzija u izvedbi drugih sastava. "Us and Them" bavi se izolacijom depresivnih kroz simboliku sukoba. "Brain Damage" bavi se ludilom zbog slave i uspjeha iznad vlastitih potreba. U stihu "and if the band you're in starts playing different tunes" (eng., "ako tvoj sastav krene svirati drugačije melodije") razvija se problem bivšeg člana sastava Syda Barretta. Album završava s "Eclipse" koja se bavi problemom promjene i jedinstva, da bi natjerao slušatelja da prepozna zajedničke osobine koje dijeli cijelo čovječanstvo.

## Popis pjesama
Tekstovi: Roger Waters. 
| 1. | »Speak to Me« (instrumental) | Nick Mason                            | 1:30 |
| 2. | »Breathe«                    | David Gilmour, Waters, Richard Wright | 2:43 |
| 3. | »On the Run« (instrumental)  | Gilmour, Waters                       | 3:00 |
| 4. | »Time«                       | Gilmour, Waters, Wright, Mason        | 6:53 |
| 5. | »The Great Gig in the Sky«   | Wright, Clare Torry                   | 4:15 |

Tekstovi: Roger Waters. 
| Strana 2 | Strana 2                             | Strana 2               | Strana 2 | Strana 2 | Strana 2 | Strana 2 | Strana 2 | Strana 2 | Strana 2 |
| Br.      | Skladba                              | Glazba                 | Trajanje |          |          |          |          |          |          |
| -------- | ------------------------------------ | ---------------------- | -------- | -------- | -------- | -------- | -------- | -------- | -------- |
| 1.       | »Money«                              | Waters                 | 6:30     |          |          |          |          |          |          |
| 2.       | »Us and Them«                        | Waters, Wright         | 7:34     |          |          |          |          |          |          |
| 3.       | »Any Colour You Like« (instrumental) | Gilmour, Wright, Mason | 3:24     |          |          |          |          |          |          |
| 4.       | »Brain Damage«                       | Waters                 | 3:50     |          |          |          |          |          |          |
| 5.       | »Eclipse«                            | Waters                 | 1:45     |          |          |          |          |          |          |
| 42:59    |                                      |                        |          |          |          |          |          |          |          |

## Osoblje
Pink Floyd
- David Gilmour — vokali, gitara, sintesajzer
- Nick Mason — udaraljke
- Roger Waters — bas-gitara, vokali
- Richard Wright — klavijature, vokali

Dodatni glazbenici
- Clare Torry — vokali (na pjesmi "The Great Gig in the Sky")
- Doris Troy — prateći vokali
- Barry St. John — prateći vokali
- Liza Strike — prateći vokali
- Lesley Duncan — prateći vokali
- Dick Parry — saksofon (na pjesmama "Money" i "Us and Them")

Ostalo osoblje
- Alan Parsons — inženjer zvuka
- Hipgnosis — omot albuma, fotografija

## Vanjske poveznice
- Službena stranica  Arhivirana inačica izvorne stranice od 26. rujna 2010. (Wayback Machine)